# L'Ombrelle
L'Ombrelle è un cortometraggio del 1911 diretto da Georges Monca.

## Trama
Rigadin ha un appuntamento galante al parco con la sua amante e per nascondersi da occhi indiscreti, prende e apre il parasole di lei. All'improvviso arriva sua moglie e la sua matrigna camminare verso di lui, lei scappa e Rigadin nasconde il parasole nei pantaloni.